# Orthotomus atrogularis
Orthotomus atrogularis е вид птица от семейство Cisticolidae.

## Разпространение
Видът е разпространен в Бангладеш, Бруней, Виетнам, Индия, Индонезия, Камбоджа, Китай, Лаос, Малайзия, Мианмар, Сингапур и Тайланд.